# Galàxia peculiar

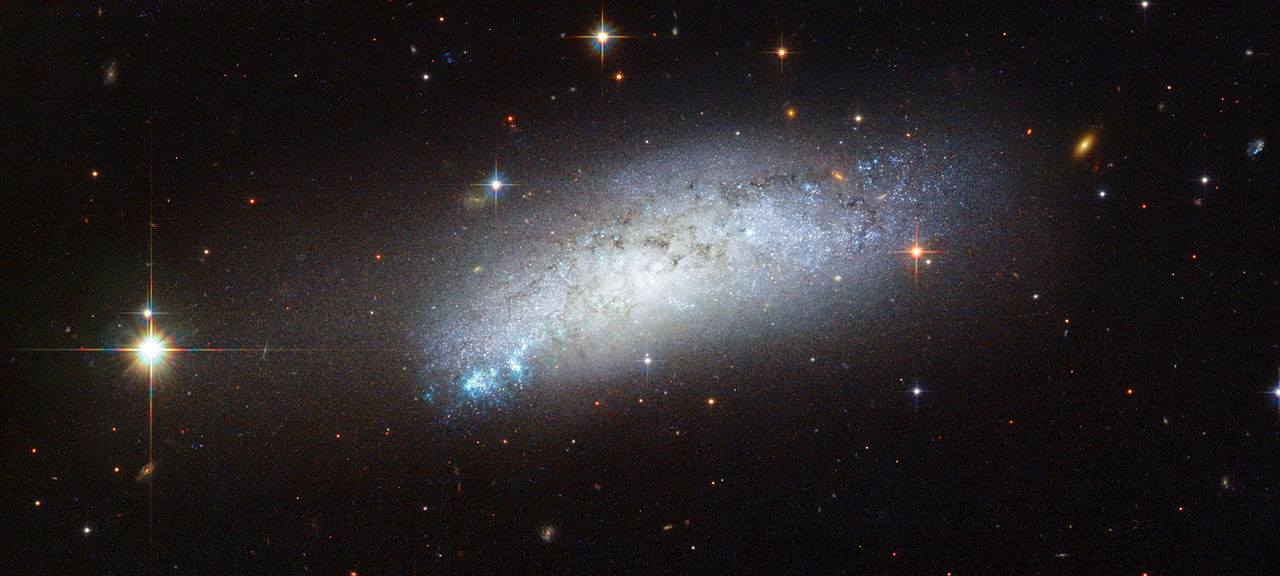
Imatge de la galàxia ESO 162-17.

Una galàxia peculiar és una galàxia amb una forma, mida o composició inusual que no es pot classificar com a galàxia espiral, elíptica o irregular en funció de la seva morfologia òptica. Sorgeixen com a resultat d'interaccions entre galàxies, i poden contenir quantitats atípiques de pols o gas, poden tenir una brillantor superficial major o menor que les típiques galàxies, o poden tenir característiques com jets nuclears. Poden tenir una forma altament irregular degut a les immenses forces gravitacionals que actuen durant els encontres amb altres galàxies. Les galàxies peculiars s'anomenen amb p o pec en catàlegs com l'Atles de galàxies peculiars d'Halton Arp. Constitueixen entre el 5% i el 10% de la població de galàxies coneguda.